# Gant-Wevelgem sub-23
La Gant-Wevelgem sub-23, també anomenada Deinze-Ypres, és una competició ciclista d'un dia que es disputa entre Deinze i Ieper a Bèlgica.
Creada el 1934 amb el nom de Les trois villes du Beffroi, es disputava en categoria júnior i discorria entre Gant i Ieper. El 1947 la cursa passà a ser per a ciclistes independents i l'any següent per a corredors amateurs. El 1949 agafa el nom de Kattekoers (lit. Cursa dels gats) i la sortida passa de Gant a Deinze. Entre el 2011 i el 2015 forma part del calendari de l'UCI Europa Tour.
El 2016 s'associa amb la Gant-Wevelgem i passa a rebre el nom de Gent-Wevelgem/Kattekoers-Ieper o Gant-Wevelgem sub-23, entrant a formar part de la Copa de les Nacions UCI sub-23. La prova canvià de data, disputant-se el mateix dia que la Gant-Wevelgem i de recorregut. Les edicions del 2020 i 2021 foren anul·lades per la pandèmia de Covid-19. El 2023 la cursa es reintegra al calendari de l'UCI Europa Tour amb una categoria 1.2U.
Stefaan Vermeersch, amb tres victòries, és el ciclista que més vegades l'ha guanyat.

## Palmarès

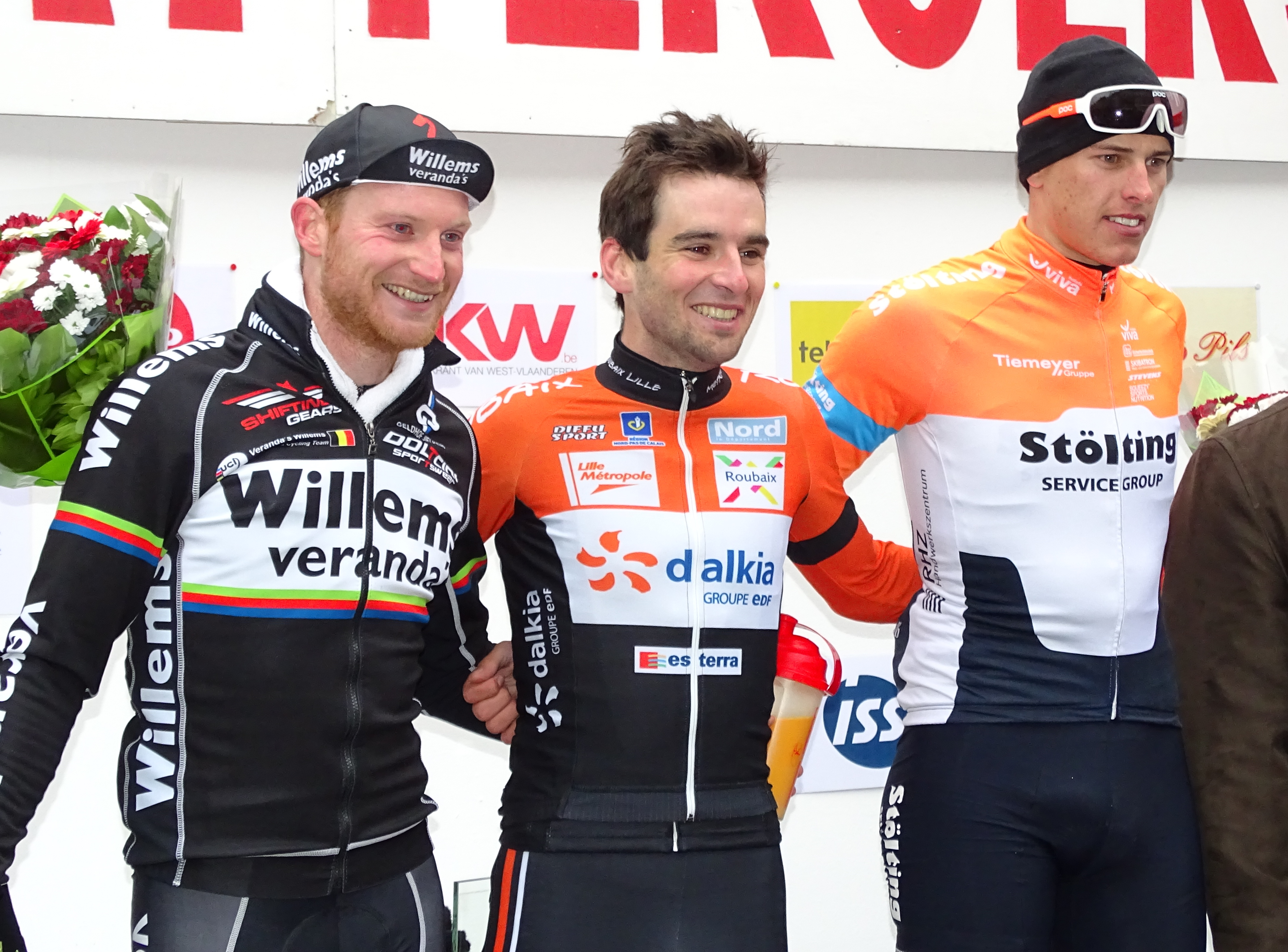
Kattekoers 2015 : Joeri Calleeuw (2), Baptiste Planckaert (1) & Nils Politt (3).

| Any                         | Vencedor                               | Segon                                  | Tercer                                 |
| --------------------------- | -------------------------------------- | -------------------------------------- | -------------------------------------- |
| Les trois villes du Beffroi |                                        |                                        |                                        |
| 1934                        | Alfons Ghesquière                      |                                        |                                        |
| 1935                        | Philémon De Meersman                   |                                        |                                        |
| 1936                        | Marcel Meerenhout                      |                                        |                                        |
| 1937                        | Marcel Kint                            |                                        |                                        |
| 1938                        | Alois Delchambre                       | André Declerck                         | Georges De Cnock                       |
| 1939                        | Leon Kint                              | André Declerck                         | Roger Cnockaert                        |
| 1946                        | Leopold Verhaegen                      | Marcel Dierkens                        | Tr. Delaere                            |
| 1947                        | Omer Porte                             | Marcel De Mulder                       | Maurice Blomme                         |
| 1948                        | Gerard Deschacht                       | Roger Decock                           | Alfons Vandenbrande                    |
| Kattekoers                  |                                        |                                        |                                        |
| 1949                        | Maurice Joye                           | Alois Van Steenkiste                   | Roger Derous                           |
| 1950                        | Gentiel Vermeersch                     | Joseph Van Coillie                     | Roger Vuylsteke                        |
| 1951                        | André Noyelle                          | Gilbert Desmet                         | Georges De Cnock                       |
| 1952                        | Jozef Parmentier                       | Lucien Victor                          | Daan de Groot                          |
| 1953                        | Albert Eloot                           | Gaston Rebry                           | Raphaël Ghisquière                     |
| 1954                        | Emiel Van Cauter                       | Norbert Kerckhove                      | Piet Van Der Lijke                     |
| 1955                        | Jozef Verhelst                         | Gabriel Borra                          | Julien Schepens                        |
| 1956                        | Piet De Jongh                          | René Pavard                            | Jan Groot                              |
| 1957                        | Rene Muylle                            | Ab Geldermans                          | Coen Niesten                           |
| 1959                        | Willy Van Den Broeck                   | Louis Van Huyck                        | Valeer Schmidt                         |
| 1960                        | Robert Lelangue                        | Eric Callens                           | Ab Sluis                               |
| 1961                        | Gilbert Lingier                        | André De Bal                           | Ernest Dumez                           |
| 1962                        | Willy Stevens                          | Louis Baudeweijns                      | Robert D'Hert                          |
| 1963                        | Jos Spruyt                             | Jozef Timmerman                        | Desire Van De Voorde                   |
| 1964                        | Herman Van Loo                         | Jan Monteyne                           | Jan Fransen                            |
| 1965                        | Noël Van Clooster                      | Gérard David                           | Andre Planckaert                       |
| 1966                        | Leo Van Dam                            | André Poppe                            | Jozef Leonard                          |
| 1967                        | Jos Van Mechelen                       | Eric Leman                             | Jean-Marie Sohier                      |
| 1968                        | Georges Claes                          | Jos Schoeters                          | Noël Vantyghem                         |
| 1969                        | Emiel Cambre                           | Roland Callewaert                      | Eddy Voet                              |
| 1970                        | Ludo Van Der Linden                    | Willy Van Mechelen                     | Frans Verhaegen                        |
| 1971                        | Theophile Dockx                        | Daniel Moenaert                        | René Dillen                            |
| 1972                        | José Vanackere                         | Gerry Catteeuw                         | Ludo Delcroix                          |
| 1973                        | René Dillen                            | Eric Van Lent                          | Marcel Laurens                         |
| 1974                        | Florent Van Hooydonck                  | Willem Peeters                         | André Liekens                          |
| 1975                        | Franky De Gendt                        | Leo Van Thielen                        | Emiel Gijsemans                        |
| 1976                        | Paul Clinckaert                        | Eddy Vanhaerens                        | Pieter Verhaege                        |
| 1977                        | Fons De Wolf                           | Dirk Heirweg                           | Eric Thoelen                           |
| 1978                        | Walter Schoonjans                      | Fons De Wolf                           | Daniel Willems                         |
| 1979                        | Eddy Planckaert                        | Etienne De Wilde                       | Werner Devos                           |
| 1980                        | Eddy Planckaert                        | Patrick Vermeulen                      | Jan Jonkers                            |
| 1981                        | Jozef Lieckens                         | Marc Sergeant                          | Luc Meersman                           |
| 1982                        | Rudy Delehouzee                        | Hans D'Haese                           | Jan Blomme                             |
| 1983                        | Frank Verleyen                         | Marc Van Laer                          | Stefan Aerts                           |
| 1984                        | Patrick Verplancke                     | Edwin Bafcop                           | Rudy De Keyser                         |
| 1985                        | Patrick Verplancke                     | Jan Goessens                           | Willy Willems                          |
| 1986                        | Walter Van Den Branden                 | Frank Francken                         | Rudy Van Der Haegen                    |
| 1987                        | Johnny Dauwe                           | Johan Devos                            | Koen Vekemans                          |
| 1988                        | Patrick Hendrickx                      | Sammy Moreels                          | Jan Mattheus                           |
| 1989                        | Chris Lefever                          | Reginald Van Damme                     | Harry Lodge                            |
| 1990                        | Claude De Bodt                         | Didier Priem                           | Peter Farazijn                         |
| 1991                        | Daniel Verelst                         | Dominique Kinds                        | Hans De Clercq                         |
| 1992                        | Niko Eeckhout                          | Stefan Sels                            | Hans De Clercq                         |
| 1993                        | Stefaan Vermeersch                     | Rufin Desmet                           | Patrick Kops                           |
| 1994                        | Robbie Vandaele                        | Danny In't Ven                         | Arvis Piziks                           |
| 1995                        | Yvan Segers                            | Mario Aerts                            | Danny Van Looy                         |
| 1996                        | Jurgen Vermeersch                      | Juris Silovs                           | Dennis Moons                           |
| 1997                        | Karel Vereecke                         | Marc Lotz                              | Yvan Segers                            |
| 1998                        | Coen Boerman                           | Danny Dierckx                          | Koen Scherre                           |
| 1999                        | Kevin Hulsmans                         | Ronald Mutsaars                        | Frédéric Amorison                      |
| 2000                        | Bert De Waele                          | Mark Vlijm                             | Davy Huybrechts                        |
| 2001                        | Stefaan Vermeersch                     | Koen Das                               | Gert Steegmans                         |
| 2002                        | Sean Sullivan                          | Stefaan Vermeersch                     | Roel Egelmeers                         |
| 2003                        | Kenny Lisabeth                         | Koen Barbé                             | Jurgen Van den Broeck                  |
| 2004                        | Stefaan Vermeersch                     | Jurgen Vermeersch                      | Claude Pauwels                         |
| 2005                        | Frank Van Kuik                         | Rik Kavsek                             | Kevin Desmedt                          |
| 2006                        | Greg Van Avermaet                      | Ward Bogaert                           | Nikolas Maes                           |
| 2007                        | Sébastien Delfosse                     | Kenny Van Der Schueren                 | Pieter Vanspeybrouck                   |
| 2008                        | Ken Vanmarcke                          | Sep Vanmarcke                          | Gaëtan Bille                           |
| 2009                        | Sander Armée                           | Baptiste Planckaert                    | Sep Vanmarcke                          |
| 2010                        | Fréderique Robert                      | Davy De Scheemaeker                    | Jens Debusschere                       |
| 2011                        | Jonas Van Genechten                    | Benjamin Verraes                       | Frédéric Amorison                      |
| 2012                        | Roy Jans                               | Steele Von Hoff                        | Marco Minnaard                         |
| 2013                        | Jérôme Baugnies                        | Alphonse Vermote                       | Tom Dernies                            |
| 2014                        | Łukasz Wisniowski                      | Gaëtan Bille                           | Boris Dron                             |
| 2015                        | Baptiste Planckaert                    | Joeri Calleeuw                         | Nils Politt                            |
| Gant-Wevelgem sub-23        |                                        |                                        |                                        |
| 2016                        | Mads Pedersen                          | Anders Skaarseth                       | Gabriel Cullaigh                       |
| 2017                        | Jacob Hennesy                          | Ian Garrison                           | Rasmus Tiller                          |
| 2018                        | Žiga Jerman                            | Jake Stewart                           | Mathieu Burgaudeau                     |
| 2019                        | Jonas Rutsch                           | Andreas Leknessund                     | Jens Reynders                          |
| 2020-2021                   | Anul·lades per la pandèmia de COVID-19 | Anul·lades per la pandèmia de COVID-19 | Anul·lades per la pandèmia de COVID-19 |
| 2022                        | Samuel Watson                          | Sebastian Kolze Changizi               | Valentin Retailleau                    |
| 2023                        | Gil Gelders                            | Nicolò Buratti                         | Henri Uhlig                            |